# Eestrum
Eestrum (officieel, Fries: Jistrum, [’jɪstrəm]) is een dorp in de gemeente Tietjerksteradeel, in de Nederlandse provincie Friesland.
Het ligt ten noorden van Drachten, ten noordoosten van het Bergumermeer in een coulisselandschap in de Friese Wouden. Het dorp ligt aan het Friese Woudenpad. Ten zuidwesten van het dorp ligt de opvaart naar het Bergumermeer (Jistrumer Opfeart), waar bij de monding het recreatiegebied Blauwhoek ligt. De westgrens van het dorpsgebied wordt gevormd door de Kuikhornstervaart en de zuidgrens door het Kolonelsdiep.
Het dorp telde in 2023 940 inwoners. Sinds 1989 is de officiële naam Jistrum. Onder het dorp valt ook een deel van de buurtschap Schuilenburg.

## Geschiedenis

### Ontstaan
De naam Eestrum wordt in verband gebracht met 'es' (ies) en heem (woonplaats bij de Eest) en verwijst daarmee naar de hoge zandgronden rond het Bergumermeer, die al vroeg werden bewoond. De oudste bewoningssporen gaan terug tot het Mesolithicum of Paleolithicum en bestaan uit vuurstenen gebruiksvoorwerpen.
Het eigenlijke esdorp zelf is echter veel jonger en dateert op zijn laatst van begin 13e eeuw. Toen verrees namelijk een dorpskerk (later de hervormde kerk) bij het akkercomplex de Geesten. De kerk behoorde waarschijnlijk door de ligging in het stroomgebied van de Boorne (en haar zijrivieren als de Wijde en de Smalle Ee) al van oorsprong (9e eeuw) bij het bisdom Utrecht. De grens met het bisdom Münster (die het stroomgebied van de Lauwers en Ried kreeg) lag ten oosten van Eestrum. Later breidde het dorp zich uit naar het westen, waar enkele  kampontginningen ontstonden en het akkercomplex de Ies ontstond.

### Landbouw

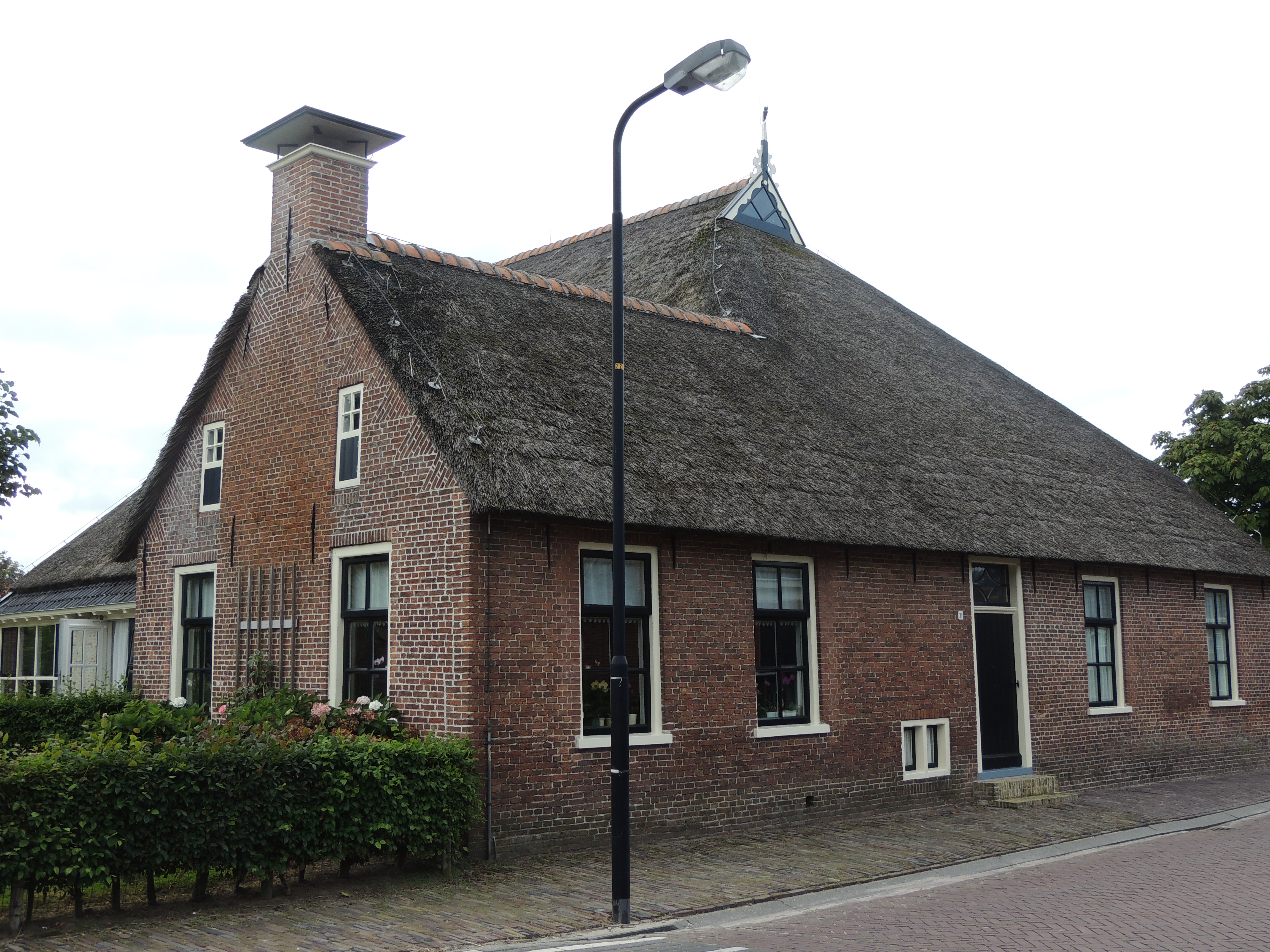
Boerderij in Eestrum

Het dorp telde vroeger drie escomplexen aan weerszijden van de huidige Ieswei: de Ies, het Kortland (It Koartlân) en de Geesten (Gjisten). In de 17e eeuw was dit aantal met de Oegekamp en de Oostelijke Velden uitgegroeid tot vijf. Aan de randen van deze akkerlandcomplexen werden de boerderijen gebouwd op hornlegers (erven) en ontstond het huidige dorp. In zowel 1511 als 1638 waren er 24 boerderijen die de omliggende gronden als een meenschaar (gemeenschappelijke grond) gebruikten. Ten zuiden van de Achterweg lagen vroeger de heidevelden. Ook behoorden er hooilanden (de Mieden en de Briek) en het 'Eestrumermeer' (het dorpsdeel van het Bergumermeer, voor visvangst en zandwinning) tot de dorpsgronden. Het dorp was in die tijd verdeeld in een 'Suydereynde', het 'Middelquartier' en het 'Noordereynde' die in 1612 elk een 'eygen arffde' en een 'meyerman' hadden, die door de landgebruikers en -eigenaren werden gekozen om hen te vertegenwoordigen bij het opstellen van de schaarbrief. In het eerder genoemde jaar 1638 werd de meenschaar -mogelijk in reactie op de agrarische hoogconjunctuur van die tijd- echter opgeheven en werd het land verdeeld in brede stroken, die in handen van individuele boeren kwamen en tegenwoordig nog steeds te herkennen zijn in het landschap. De landbouw veranderde in de loop der tijd van gemengde bedrijven naar veeteelt. De akkerbouw was begin 20e eeuw van de Geesten, langs de hoge rand van de Warhemen en van de vroegere heide verdwenen. Eind 20e eeuw werd alleen nog mais verbouwd op de Ies en enkele verspreide percelen.

### Bebouwing
In de loop der tijd breidde de bebouwing zich uit met lintbebouwing langs de wegen, waardoor Eestrum steeds meer het karakter van een wegdorp kreeg. In 1830 werd de Friesestraatweg aangelegd, waardoor de Alde Harstewei ten noorden van Eestrum buiten gebruik raakte als oude verbindingsweg. De Kooiweg werd vervolgens aangelegd als nieuwe verbindingsweg naar de Friesestraatweg.
Na de Afscheiding werd in de 19e eeuw een gereformeerde kerk gebouwd. Sinds de fusie van beide kerken tot de PKN worden alle kerkdiensten gehouden in de dorpskerk en is de gereformeerde kerk omgevormd tot een verenigingsgebouw. In 1911 werd een christelijke lagere school gesticht, die in de jaren 1980 werd omgevormd tot CBS de Finne.
Rond 1900 bestond er enige middenstand, die in de loop van de 20e eeuw echter grotendeels weer verdween. De aanleg van de Jisteboerewei naar het aangrenzende dorp Kootstertille wijst op het toegenomen belang van dit dorp voor veel voorzieningen.

## Bevolkingsontwikkeling
| 1954 | 1959 | 1964 | 1974 | 2006 | 2016 | 2018 | 2021 | 2023 |
| ---- | ---- | ---- | ---- | ---- | ---- | ---- | ---- | ---- |
| 821  | 936  | 944  | 892  | 904  | 935  | 905  | 930  | 940  |

## Rijksmonumenten

### Kerk

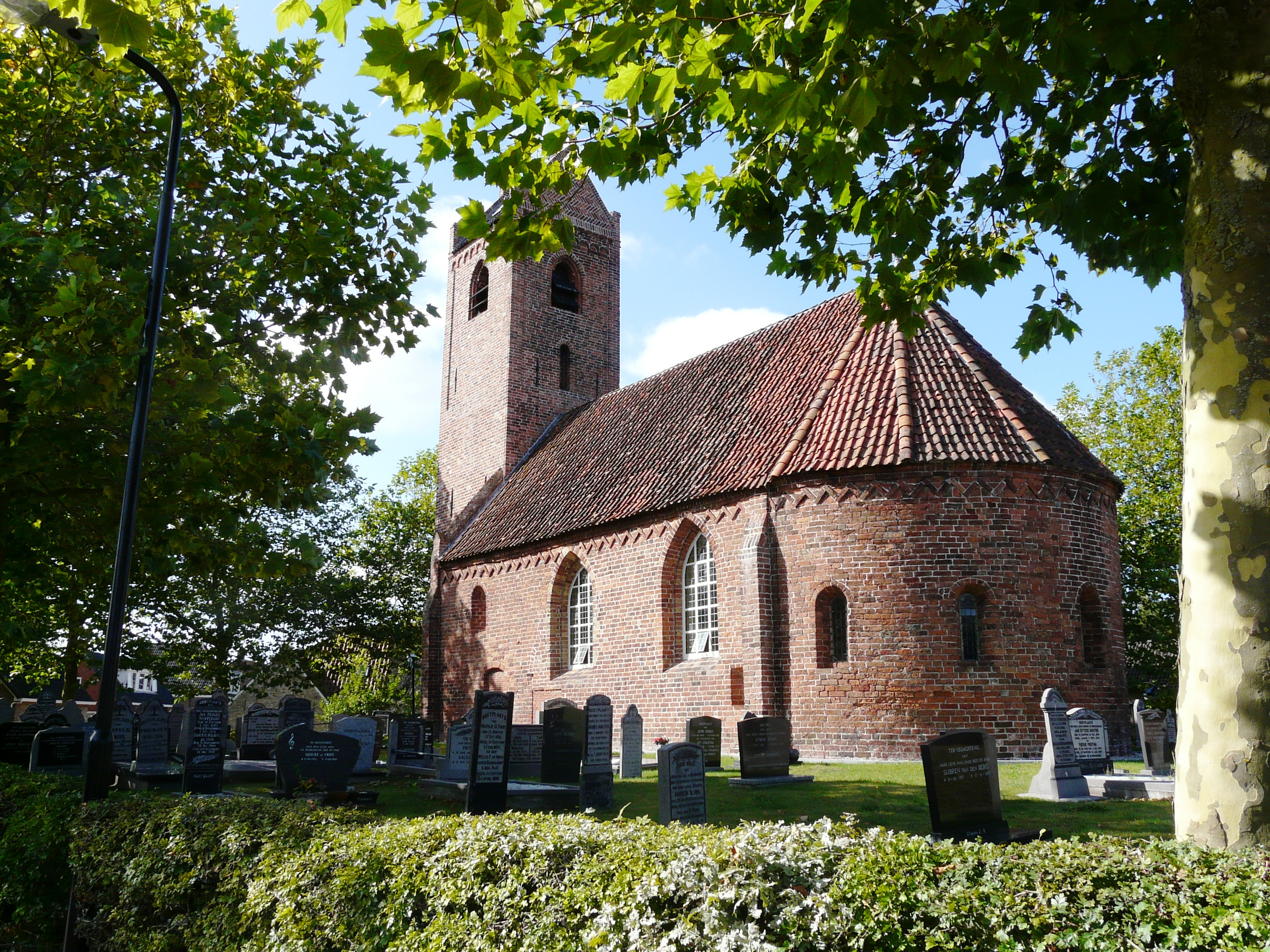
Kerk van Eestrum

De Nederlands-hervormde kerk dateert uit de 13e eeuw. Dit komt naar voren uit een oorkonde van rond 1230 waarin melding wordt gemaakt van de kerk als eigenaar van weiland in de mieden. Het is een gebouwtje in romaanse stijl met gotische vensters en romanogotische meloengewelven. Opvallend zijn de hagioscopen in de oostelijke travee van het schip. Deze kleine vensters worden ook wel leprozenruitjes genoemd. In 2007 werd begonnen met de renovatie van het interieur. Het dak werd onder handen genomen, de wanden werden voorzien van een nieuwe stuclaag, de elektrische installatie vernieuwd. Aan het interieur werden op bescheiden wijze kleuren toegevoegd. Door gebruik van een aantal aardetinten werd de architectuur van het gebouw verfraaid. Bijzonder is de plaatsing van het fraaie pijporgel uit de voormalige Gereformeerde kerk. Het orgel werd volledig gerestaureerd en past op unieke wijze bij het kerkmonument.

### Boerderijen

#### Schoolstraat 31
Een kenmerkende boerderij uit de eerste helft van de 19e eeuw van het 'Burgumermartype' met een dwars voorhuis, waarvan het dak doorloopt over de schuur, is de Burgumermarpleats. Deze staat aan de Schoolstraat 31 en vormt een rijksmonument. 

#### Schoolstraat 8
Langgerekt woongebouw waarschijnlijk oorspronkelijk in verschillende woningen gedeeld, en gedekt door twee evenwijdige zadeldaken tussen topgevels met hoekschoorstenen en afgedekt door houten lijsten. Zesruitsvensters.

#### Schoolstraat 54
Gaaf bewaarde boerderij van het kop-hals-romptype met zesruitsvensters in beganegrond en topgevel, in schoorsteenanker gedateerd 1865.

#### Schoolstraat 59
Boerderij onder grotendeels rieten dak met klein voorhuis waarin zesruitsvensters. Ook in het woongedeelte van de schuur zesruitsvensters.
De voormalige boerderij is een fraai voorbeeld van een boerenbehuizing zoals dat eeuwenlang in de Wâlden gebruikelijk was. Gebouwd van Friese geeltjes (appelbloesem), rietgedekt en met zesruitsvensters. Vanbinnen is het onder architectuur geheel gemoderniseerd:woonkeuken in het voorhuis, 2 badkamers waarvan een met sauna, 6 slaapkamers; het geheel is uitgerust met vloerverwarming onder een leistenen vloer. 

## Sport
De plaatselijke voetbalvereniging van Eestrum is VV Jistrum en is opgericht in 1949. Het voetbalveld en de kantine liggen aan de Fjildwei.

## Galerie

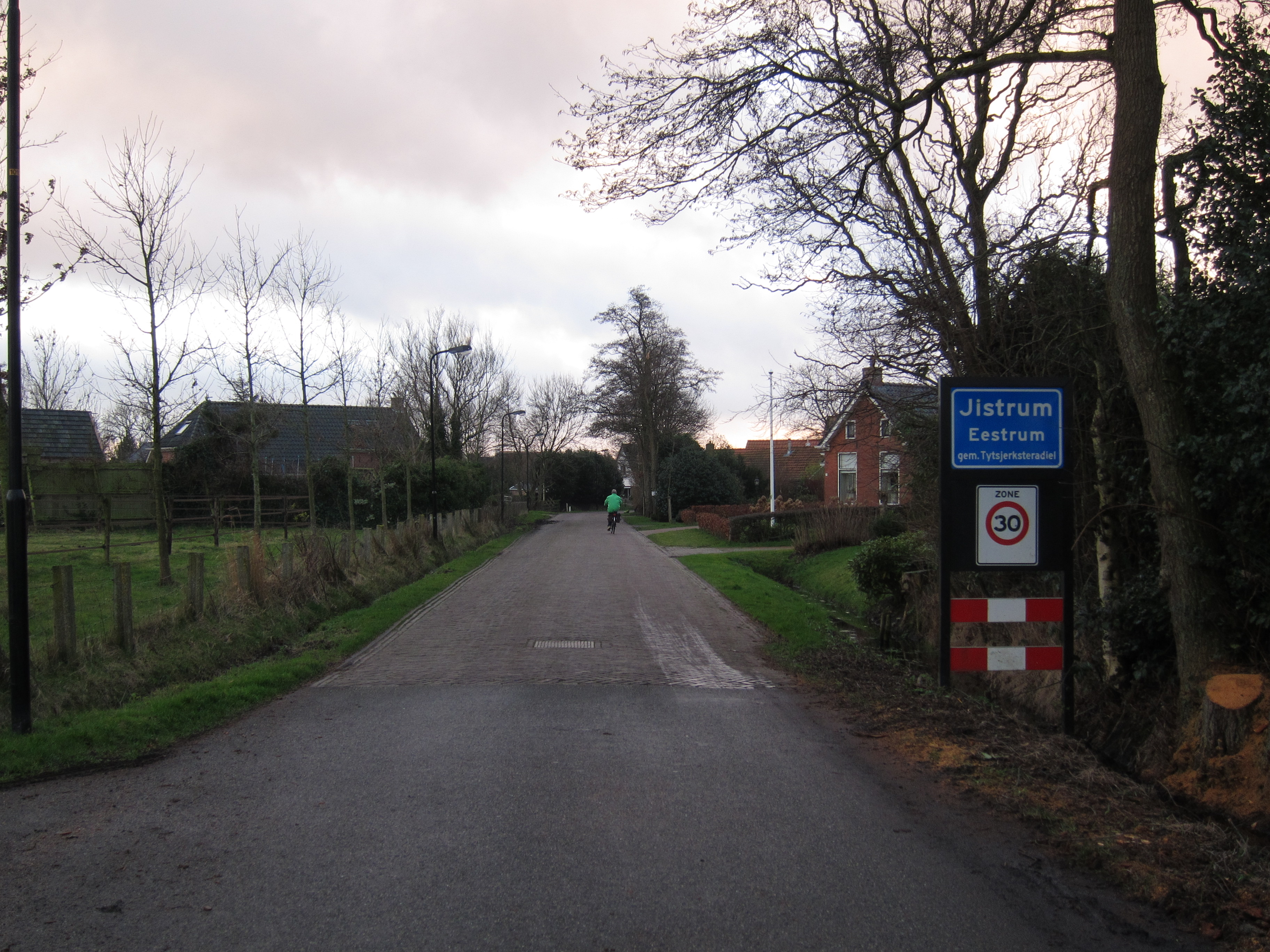
Ingang naar het dorp
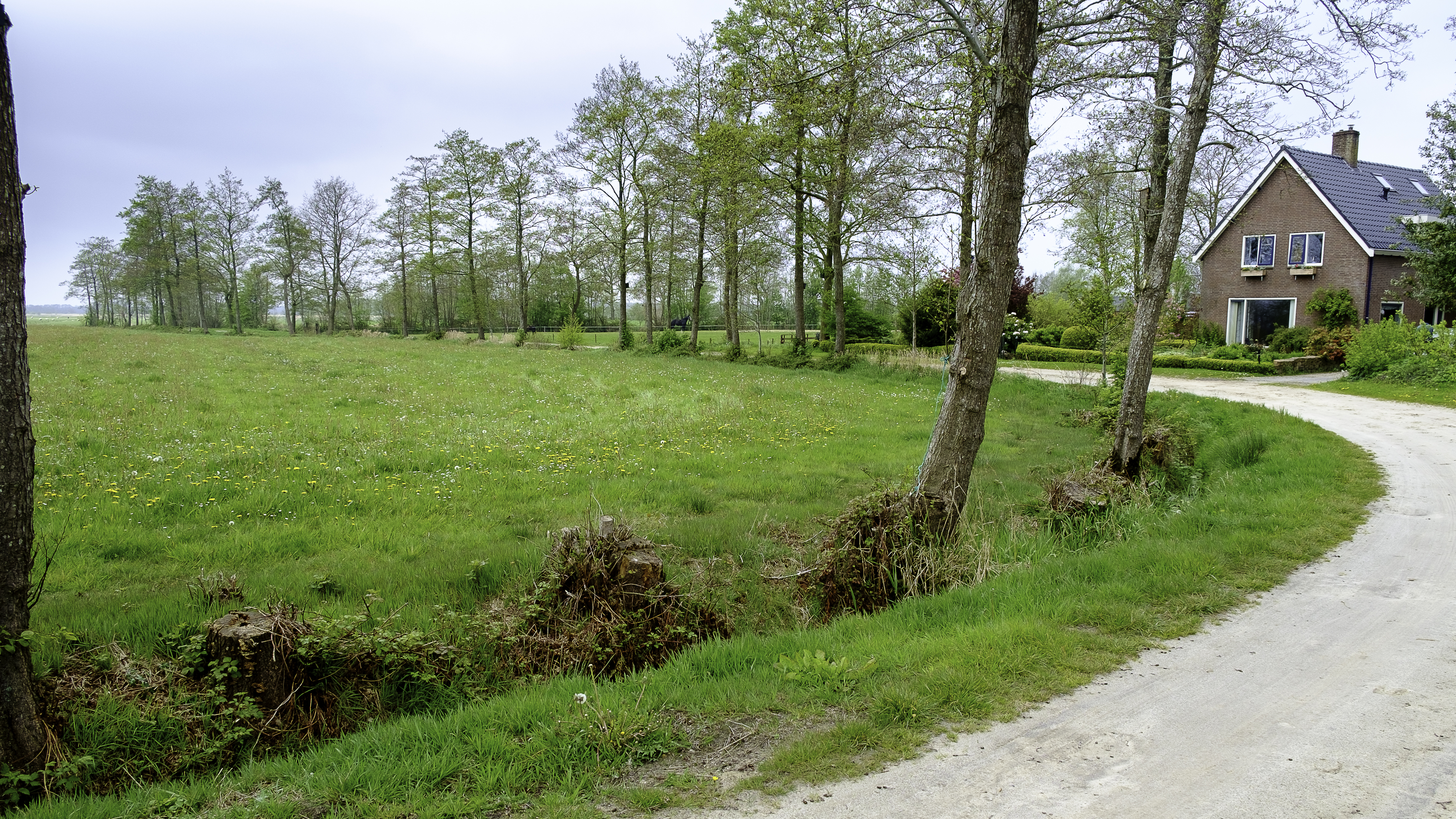
Achterweg
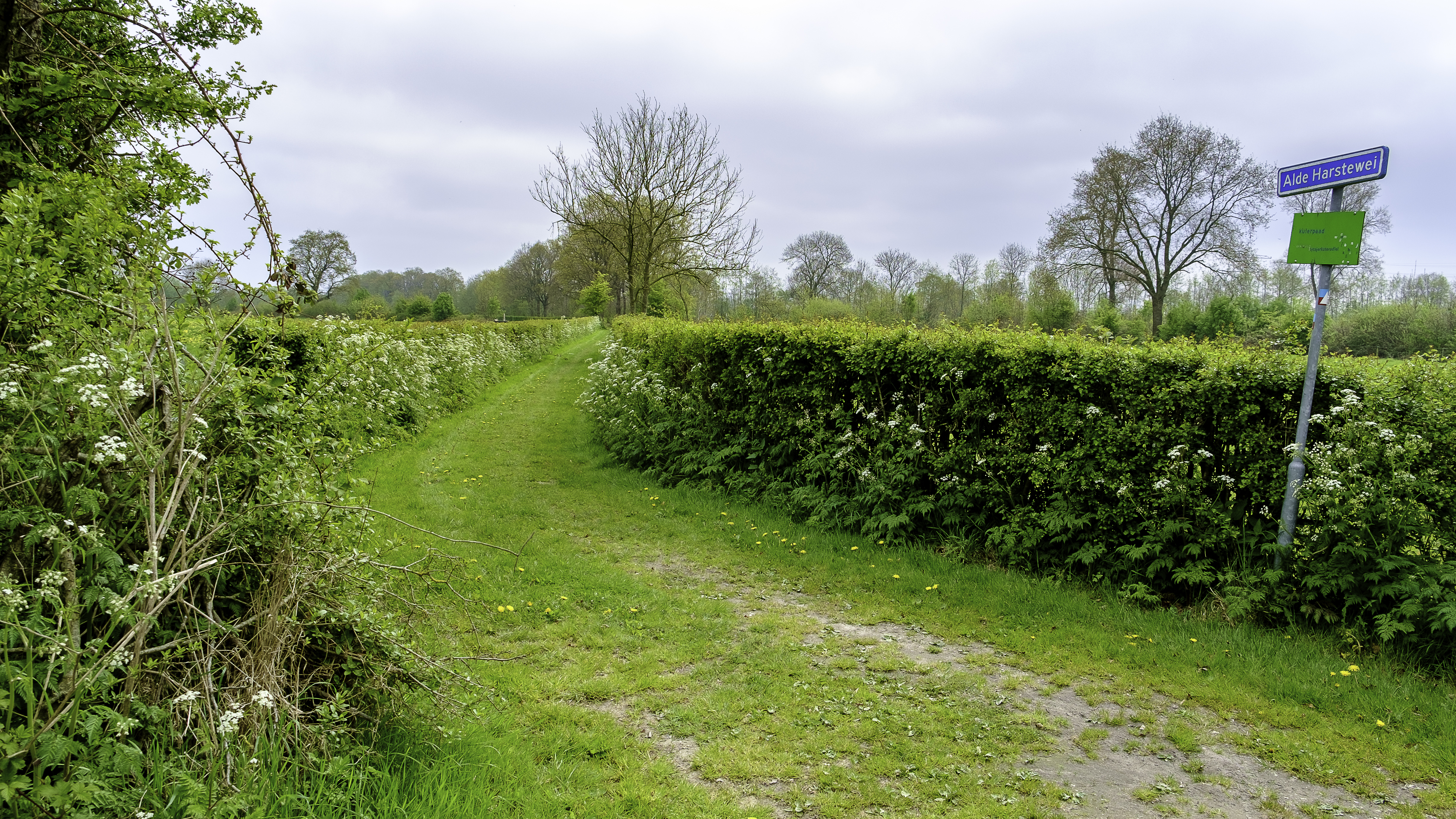
Alde Harstewei
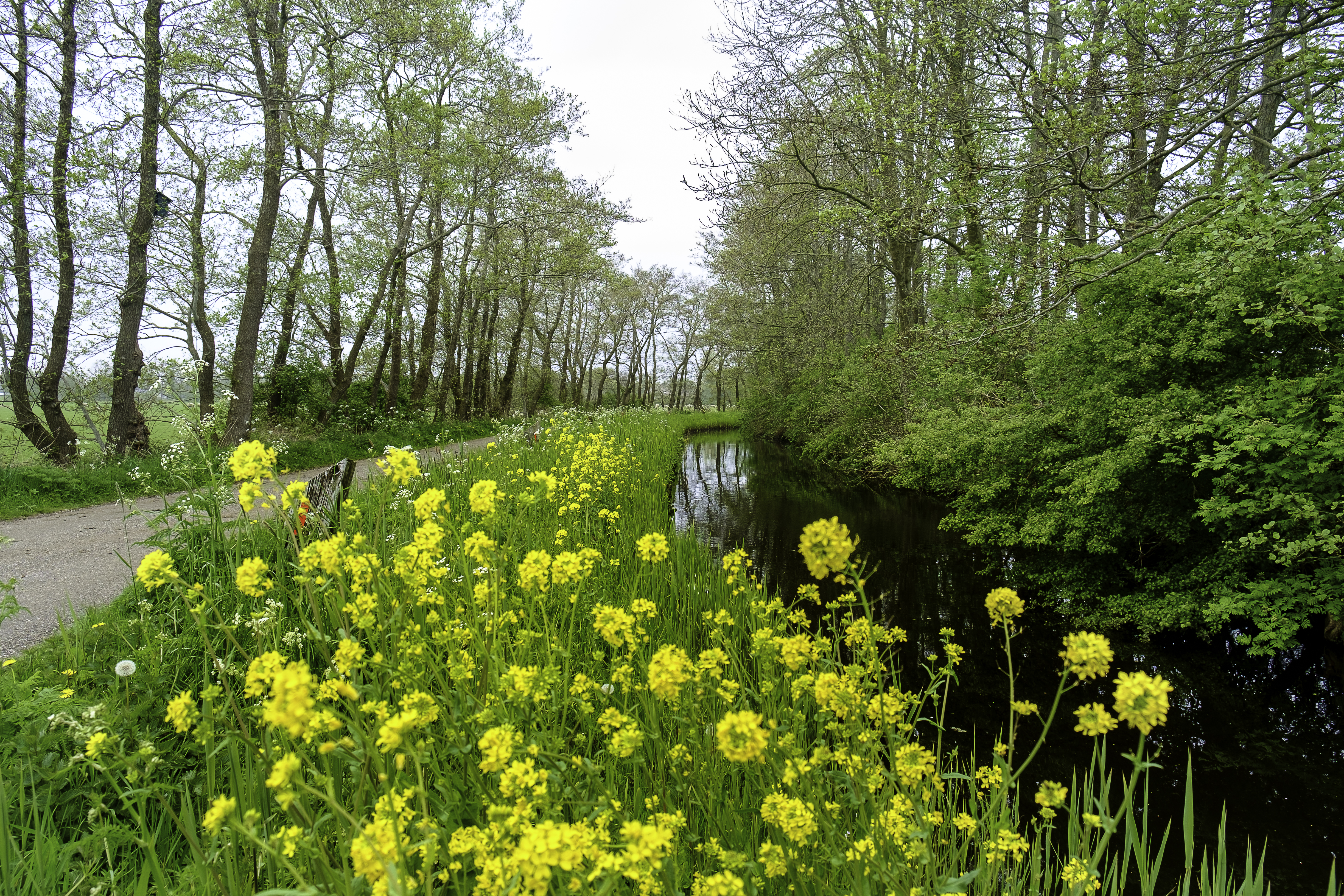
Opvaart van Eestrum naast de Marwei (Meerweg)